# Wieslander (släkter)
För alfabetisk namnlista, se Wieslander.
Wieslander och Wislander är namnet på flera svenska släkter med rötter i södra Sverige.

## Wieslander från Blekinge
Från Danmark inflyttade underofficeren Claus Elnof Hansen Wieslander. Till denna släkt hör barnboksförfattarna Tomas och Jujja Wieslander som har skapat de kända Mamma Mu och Kråkan-figurerna.

### Stamtavla över kända ättlingar
- Claus Elnof Hansen Wieslander (1890–1924), underofficer
  - Egon Wieslander (1919–1995), sjöingenjör
    - Tomas Wieslander (1940–1996), barnboksförfattare, gift med Jujja Wieslander, barnboksförfattare
    - Åsa Wieslander (född 1952)
      - Eliot Wieslander (född 1972), samhällsdebattör

## Wislander från Bohuslän
Handbollssläkten Wislander härstammar från Åseby Mellangård i Solberga församling i Bohuslän där Sven Larsson och Johanna Andersdotter levde på 1800-talet. De hade en son Edvard Malek, som blev folkskollärare och antog namnet Wislander.

### Stamtavla över kända ättlingar
- Sven Larsson (1828–1898), hemmansägare, gift med Johanna Andersdotter (1824–1914), Åseby, Solberga
  - Edvard Melek Wislander (1864–1898), folkskollärare
    - Einar Bertil Wislander (1896–1977), maskinriktare
      - Håkan Wislander (1930–2018), förman
        - Per-Ola Wislander (född 1964), handbollsspelare

      - Börje Edvard Magnus Wislander (född 1937), förman
        - Magnus Wislander (född 1964), handbollsspelare, gift med Camilla Wislander, handbollsspelare
          - Therese Wislander (född 1990), handbollsspelare

## Wieslander från Småland I
Wieslander är en svensk släkt från Småland. Prosten Magnus Wieslander, som var född 1727 i Hönetorp, Vislanda församling i Kronobergs län, tog sig namnet efter sin födelseförsamling. Han var kyrkoherde i Odensjö församling. Från honom och hans bror Nils Persson, född 1738, som var klockare i Vislanda, härstammar en rad personer med namnet Wieslander i detta uppslagsverk. De är utöver inom kyrkan verksamma inom områden som forskning, juridik, försvar, politik, musik och idrott.

### Stamtavla över kända ättlingar
- Per Gunnarsson (1688–1761), klockare i Vislanda
  - Magnus Wieslander (1727–1820), kyrkoherde i Odensjö, prost
    - Per Nikolaus Wieslander (1774–1833), kyrkoherde i Odensjö
      - Kristina Wieslander (1809–1862), gift med Elias Fries, botaniker och mykolog

    - Magnus Wieslander (1779–1850), överfältläkare
      - Ulrika Johanna Wieslander (1813–1897), gift med Daniel Georg Petersson, stadsläkare i Kalmar
        - Herman Wieslander (1848–1923), major
          - Hugo Wieslander (1889–1976), friidrottare
          - Ivar Wieslander (1891–1971), häradshövding
            - Bengt Wieslander (1920–2001), jurist
              - Lars Wieslander (född 1950), molekylärbiolog

            - Hans Wieslander (1929–2017), statsvetare
              - Anna Wieslander (född 1969), samhällsvetare

      - Svante Vitalis Wieslander (1823–1911), häradshövding
        - Ivar Wieslander (1862–1930), häradshövding
          - Gösta Wieslander (1907–1975), rektor och lektor

        - William Wieslander (1866–1951), godsägare
          - Nils Wieslander (1905–1990), länsjägmästare

        - Allan Wieslander (1870–1923), vinhandlare
          - Märta Wieslander (1902–1990), lärare, resesekreterare, gift med Sven Heimer Svensson, stadsombudsman
            - Peter Wieslander (1931–1986), företagsledare
            - Staffan Heimerson (född 1935), journalist

          - Allan Åke Wieslander (1903–1973), försäljningschef
            - Jarl Wieslander (född 1934)
              - Gunnar Wieslander (född 1962), sjöofficer och politiker

        - Agnes Wieslander (1873–1934), konstnär

      - Amanda Wieslander (1829–1888), gift med Fritjof Lejman, hovrättsråd
        - Richard Lejman (1864–1933), hovrättsråd

  - Nils Persson (1738–1812), klockare i Vislanda
    - Per Nilsson (1768–1838)
      - Peter Persson (1791–1868), hemmansägare
        - Sven Wieslander (1828–1914), riksdagsman
          - Karl Axel Wieslander (1865-1941), lantbrukare Vederslöv

      - Nils Wieslander (1796–1861), klockare och organist
        - Janne Wieslander (1855–1927), musiksergeant, skomakare
          - Nils Wieslander (1889–1967), musikdirektör
            - Ingvar Wieslander (1917–1963), kompositör och kapellmästare

## Wieslander från Småland II
Den här släkten har också rötter i Kronobergs län.

### Stamtavla över kända ättlingar
- Knut Samuelsson (1801–1857)
  - Johannes Knutsson Wieslander (1849–1934), skollärare
    - Olivia Linnéa Wieslander (1879–1957), gift med Nils Gustav Nilsson
      - Carl Axel Ivar Wieslander (1907–1987), handelsresande, plastarberare
        - Ulla-Britt Wieslander (född 1942), friidrottare

## Wieslander från Småland III
Den tredje Smålandssläkten med namnet Wieslander kommer från Värnamo i Jönköpings län där ogifta Elsa Kristina Larsson fick en dotter som fick namnet Wislander 1893. Elsa Kristina utvandrade senare till USA.

### Stamtavla över kända ättlingar
- Elsa Kristina Larsson (född 1873), senare gift Knutsson
  - Sigrid Margareta Viktoria Wislander (1893–1983)
    - Sonja Vislander (1929–2017), affärsbiträde
      - Lena Wieslander (född 1958)
        - Mikaela Wieslander (född 1981), spjutkastare